# Kirtimukha

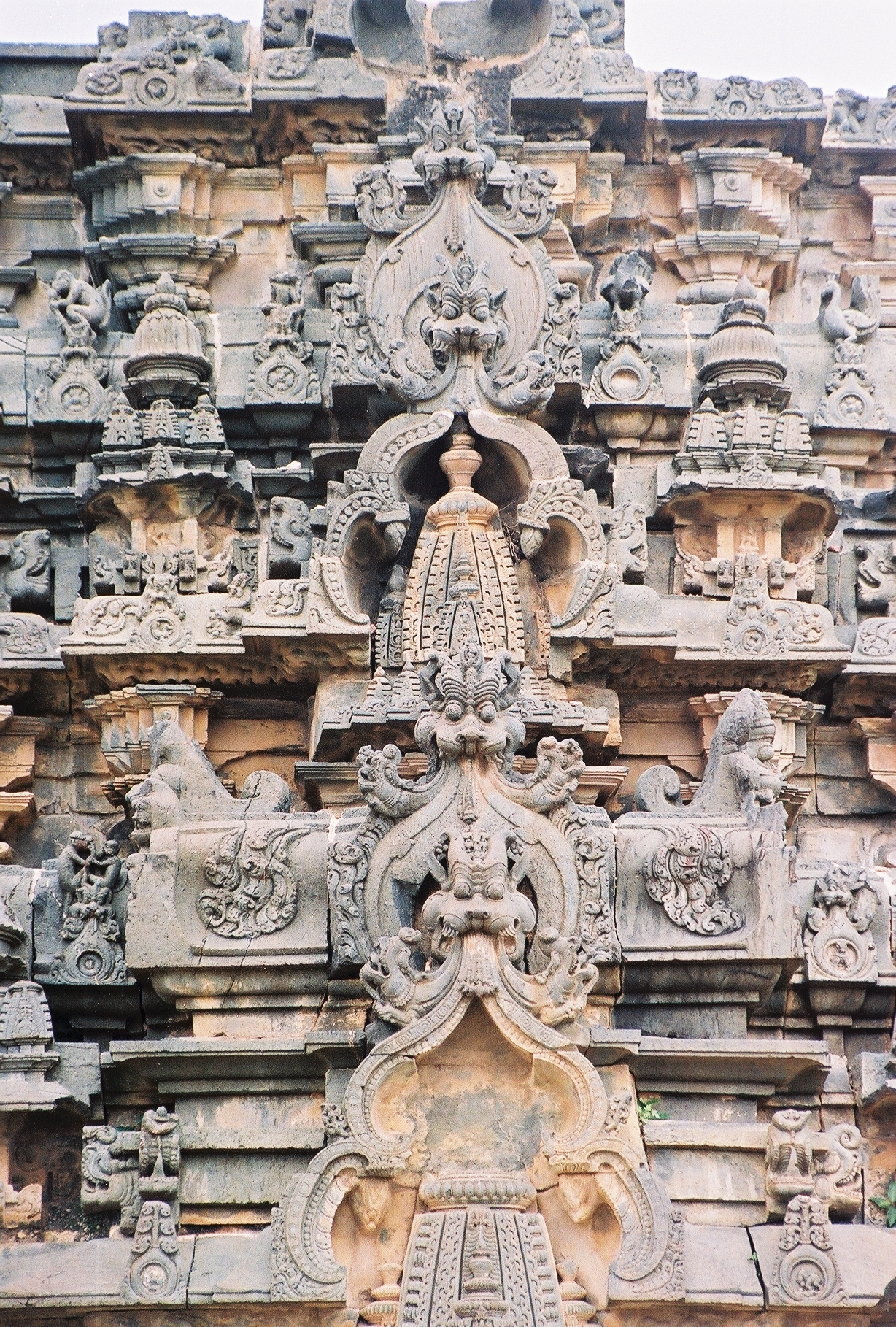
Kirtimukha au temple Kasivisvesvara de Lakkundi, Karnataka.

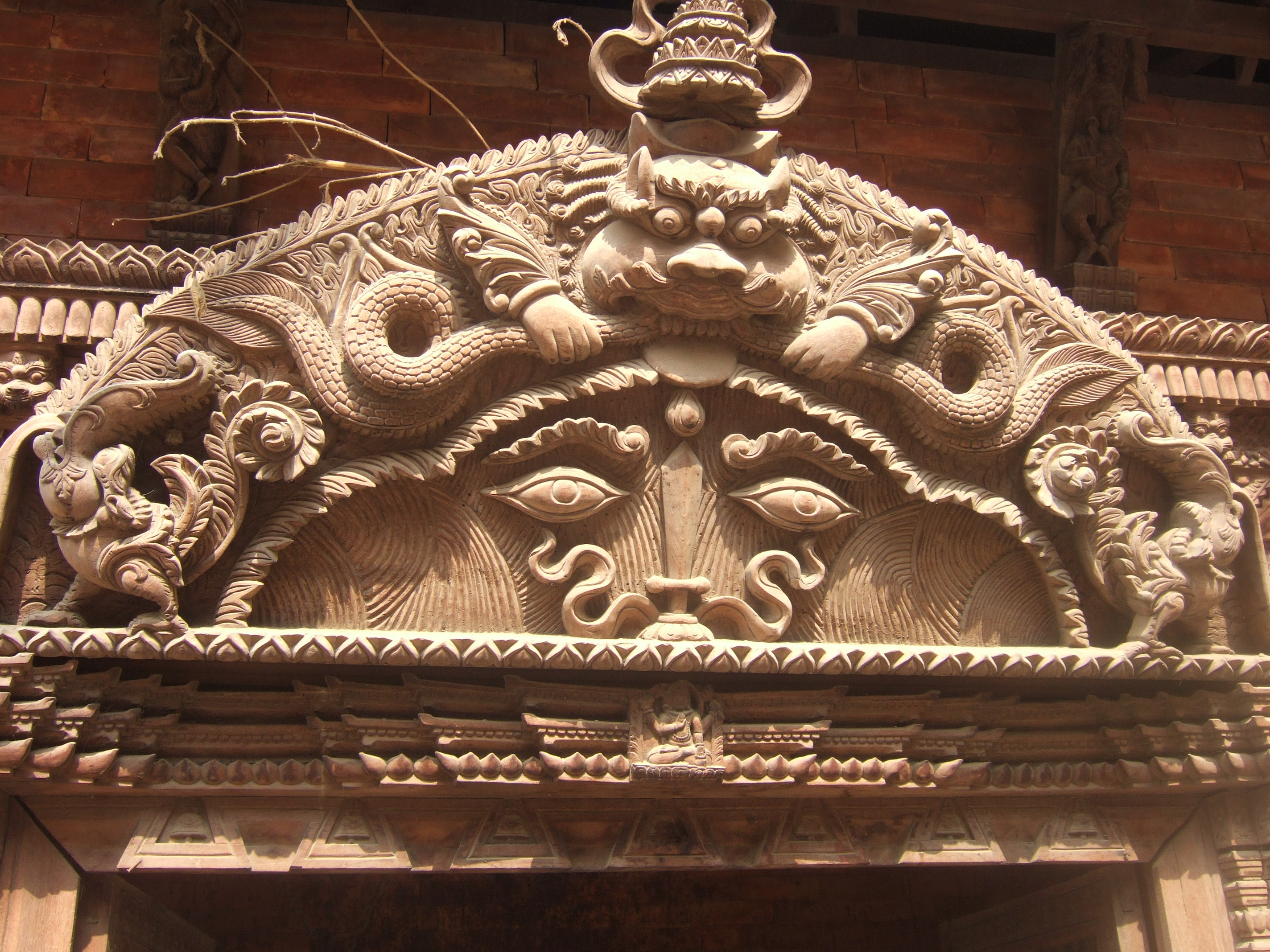
Kirtimukha sur l'entrée d'un temple Hindu à Katmandou, au Népal.

Kirtimukha (IAST: kīrtimukha) ou kīrttimukha est un mot composé sanscrit signifiant « visage glorieux ». Il désigne un visage plus ou moins stylisé de monstre féroce ayant d'énormes crocs et la bouche ouverte, généralement sans mâchoire inférieure. C'est un thème fréquent dans l'iconographie des temples de l'Inde et du Sud-Est asiatique. Il est souvent appelé aussi Kala (IAST kāla, le dieu de la Mort, sous son aspect du Temps destructeur) ou grasa, le dévoreur. On  le rapproche parfois du Tao tie (monstre de cupidité) chinois, voire de l'Homme  vert européen.

## Origine et caractéristiques
Le mot mukha en sanscrit désigne le visage, tandis que kīrti signifie « gloire, renommée ». Kirtimukha tire son origine d'une légende du Skanda Purana dans laquelle Jalandhara, un monstre qui dévore tout, créé par Shiva, a mangé son propre corps en commençant par sa queue, ainsi que le lui avait ordonné Shiva. Ce dernier, satisfait du résultat lui a donné le nom de « visage glorieux ». V. S. Agrawala, se fondant sur une inscription des grottes bouddhiques de Kanheri, datée de 493 de notre ère, remarque que le terme kirti dénote un temple excavé et kirtimukha l’entrée de celui-ci.
Le Kirtimukha est souvent utilisé comme motif décoratif surmontant une porte, une fenêtre ou une niche d'un temple, particulièrement dans l'architecture du Sud de l'Inde. Il est parfois aussi au pinacle  des gopurams ou de temples (rares) du type 'hastiprishta' ('à dos d'éléphant', c'est-à-dire à toit voûté). Il peut également être utilisé comme motif dans des frises ou dans les coiffures de personnages. Il est parfois confondu avec un autre élément sculptural, la face de lion (Simhamukha). Toutefois, le Kirtimukha est représenté en train d'avaler.

## Galerie

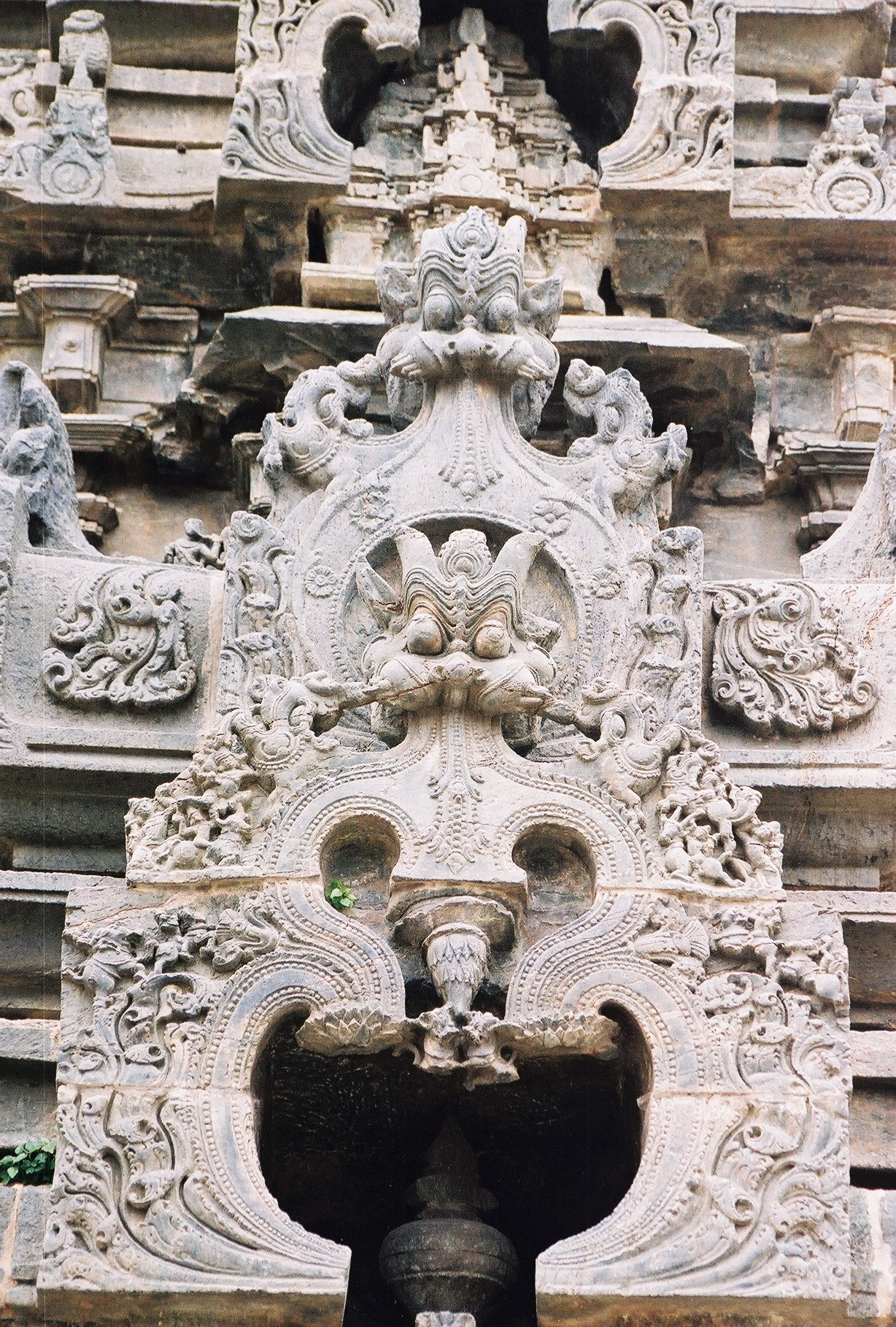
Kirtimukha au temple Amruteshvara à Annigeri (en), Inde.
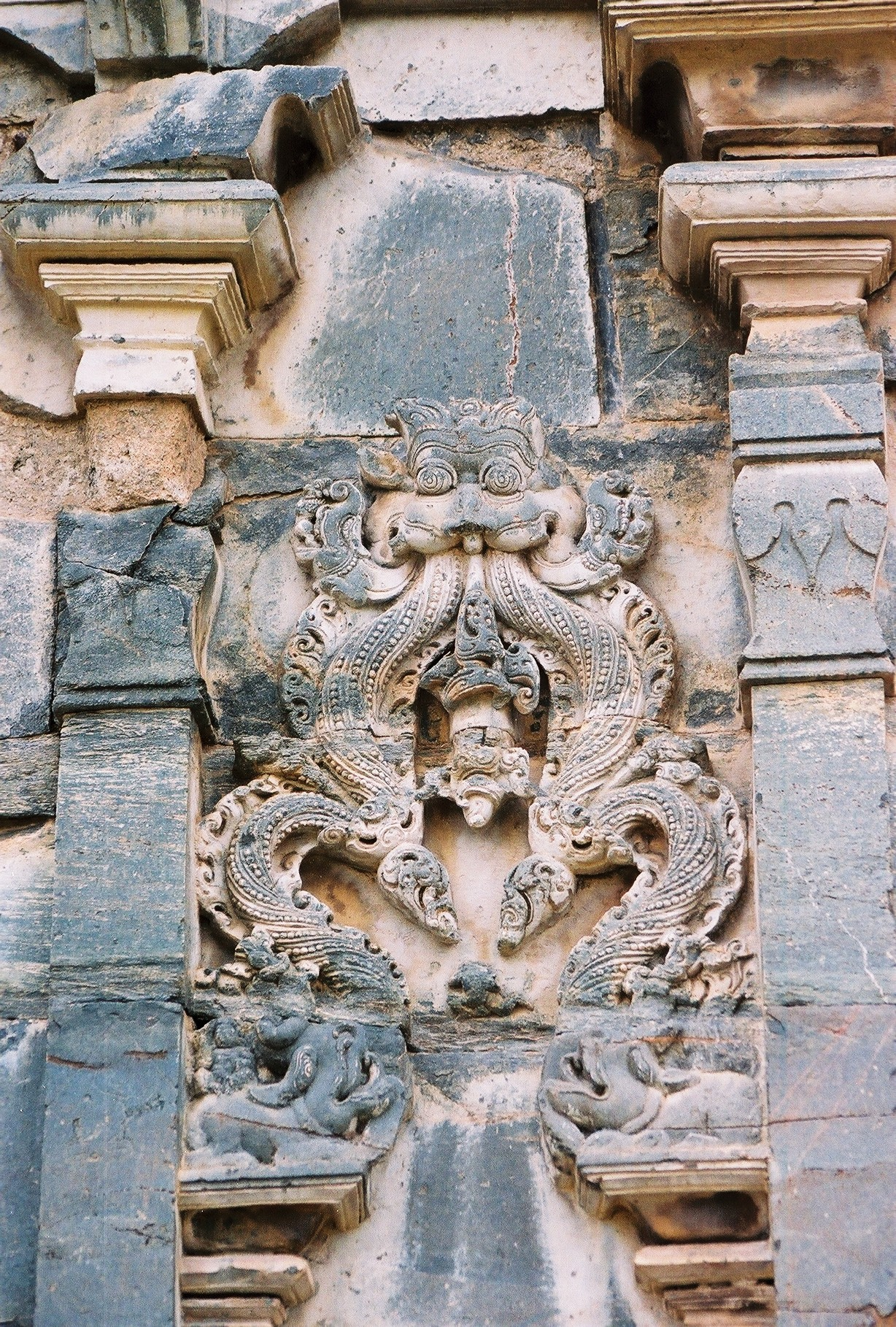
Kirtimukha au temple Kasi Visveshvara (en) à Lakkundi, Inde.
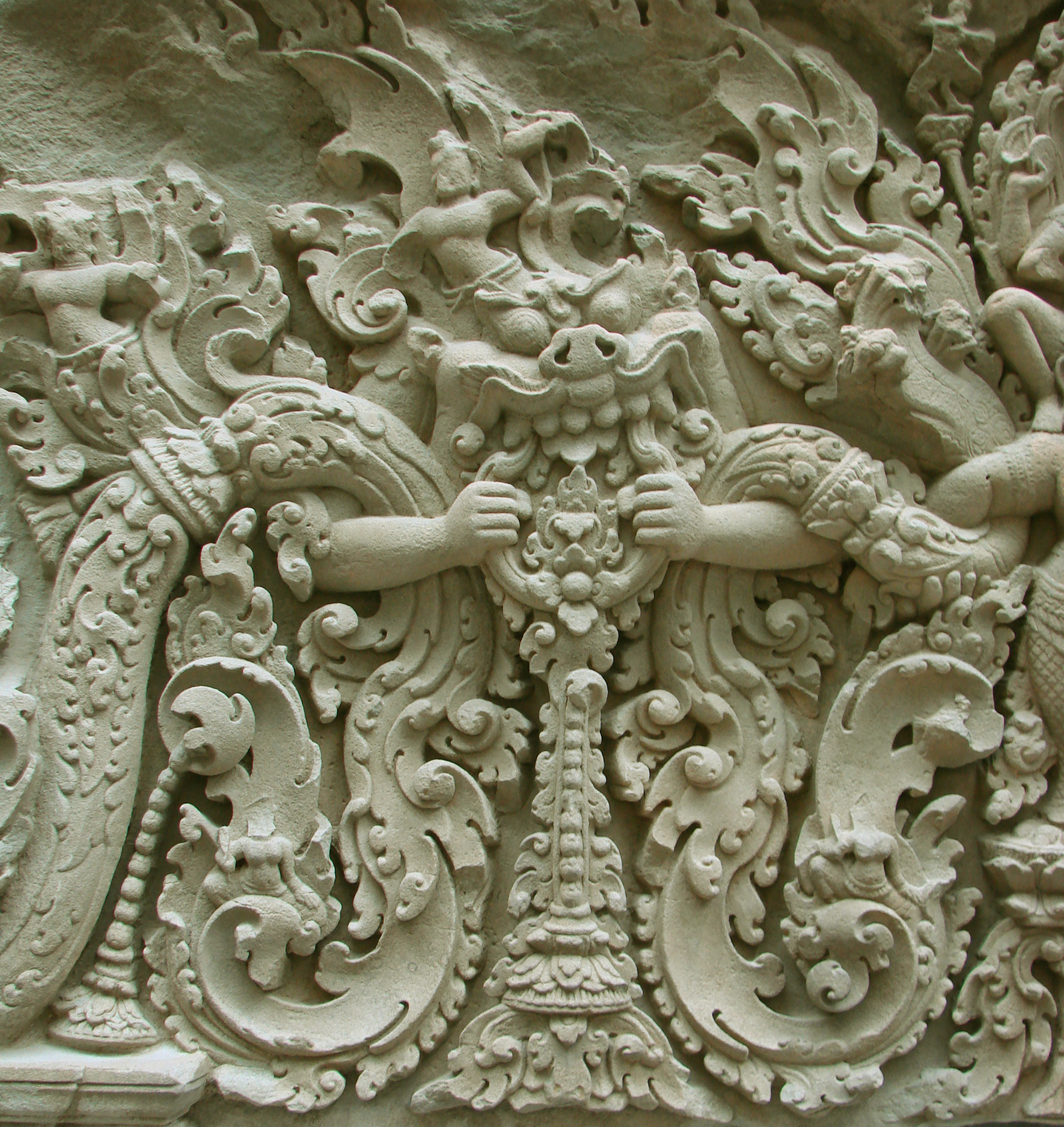
Kirtimukha à Prasat Kok Po A, Angkor, Cambodge, IXe siècle.
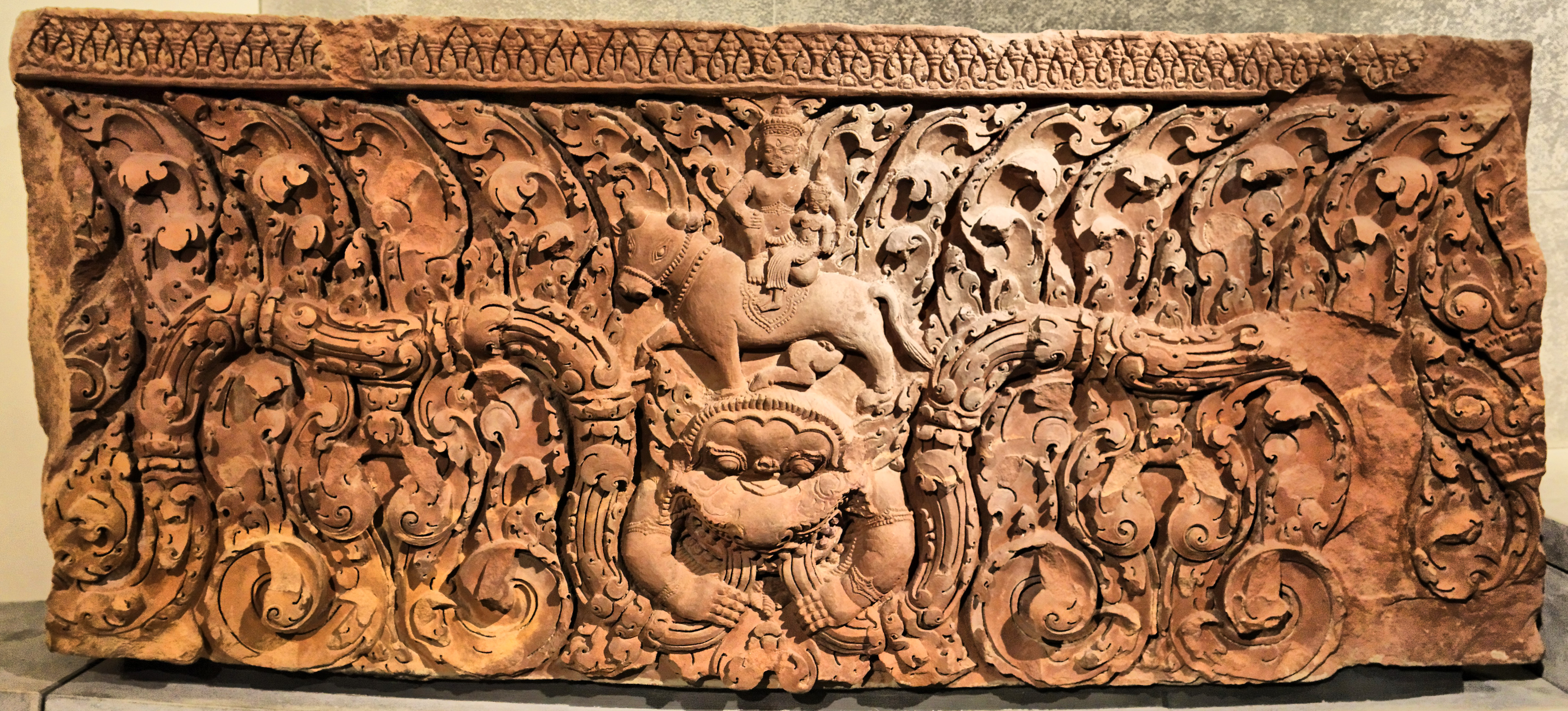
Kirtimukha khmer au Vat Kralanh, Baphuon, Angkor, XIe siècle.
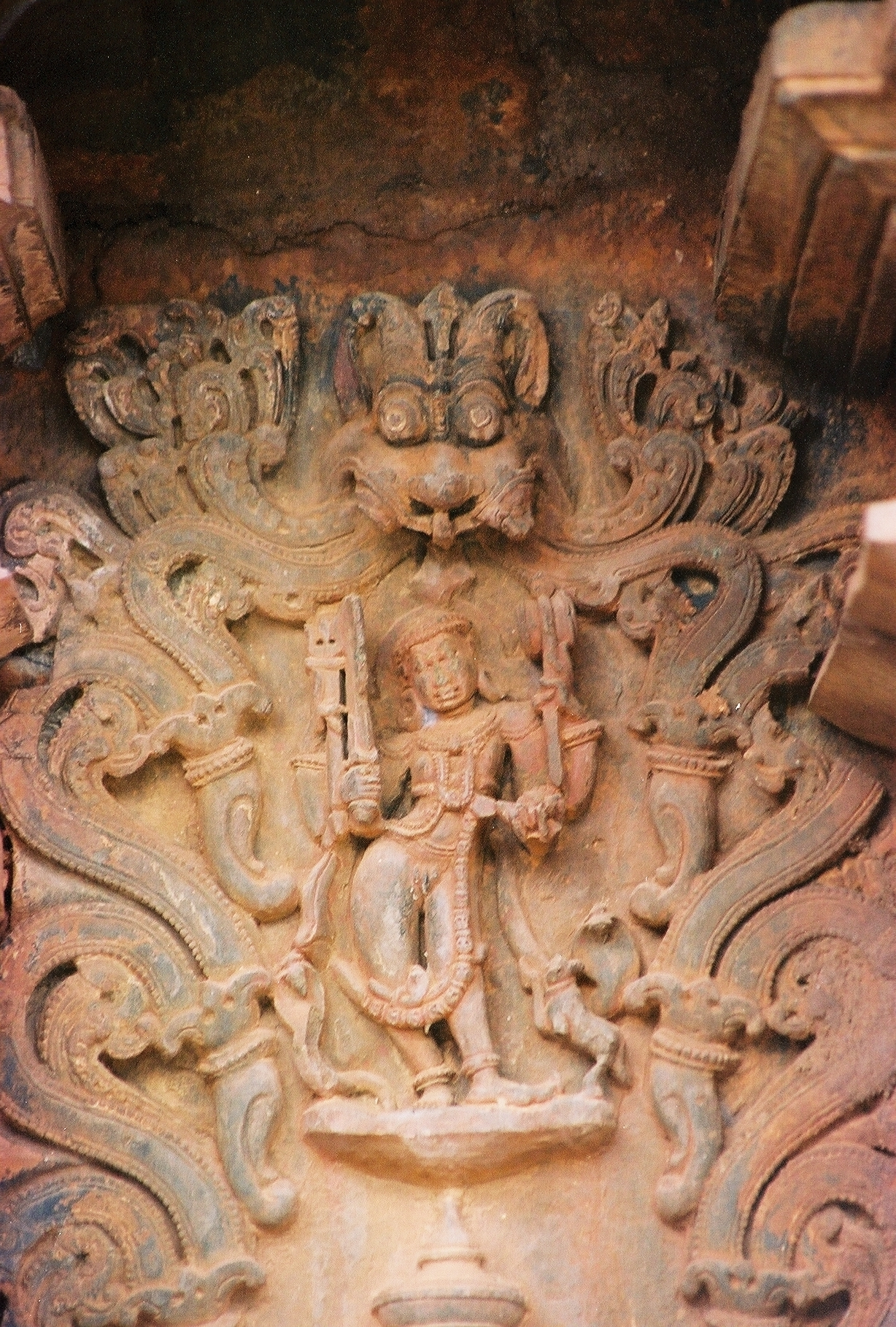
Kirthimukha au temple Siddhesvara à Haveri, Inde.
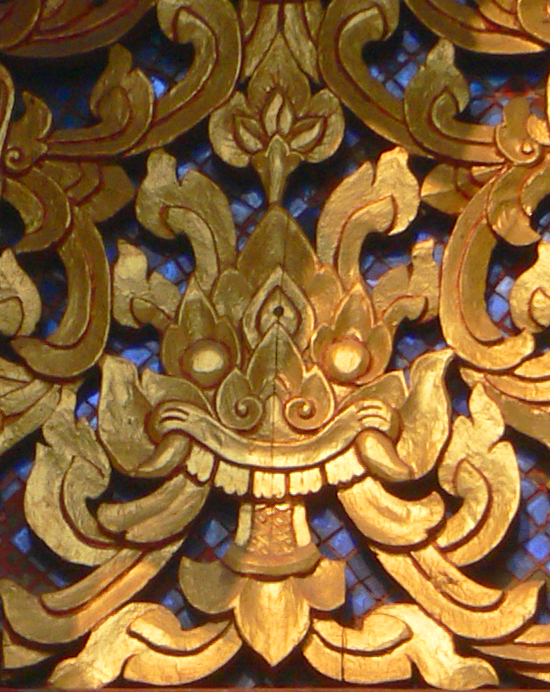
Kirthimukha au Wat Baan Ping à Chiang Mai, Thailande.